# Barypithes
Barypithes är ett släkte av skalbaggar. Barypithes ingår i familjen vivlar.

## Dottertaxa tillBarypithes, i alfabetisk ordning[1]
- Barypithes albinae
- Barypithes andalusicus
- Barypithes anthracinus
- Barypithes antoni
- Barypithes araneiformis
- Barypithes armiger
- Barypithes asturiensis
- Barypithes bosnicus
- Barypithes brunnipes
- Barypithes budensis
- Barypithes carpathicus
- Barypithes chevrolati
- Barypithes cinerascens
- Barypithes claviger
- Barypithes companyoi
- Barypithes curvimanus
- Barypithes duplicatus
- Barypithes ebeninus
- Barypithes gabrieli
- Barypithes ganglbaueri
- Barypithes globus
- Barypithes gracilipes
- Barypithes gracilis
- Barypithes graecus
- Barypithes hispanus
- Barypithes holosericeus
- Barypithes indigens
- Barypithes interpositus
- Barypithes lebedevi
- Barypithes liptoviensis
- Barypithes maritimus
- Barypithes meridionalis
- Barypithes metallicus
- Barypithes microphthalmus
- Barypithes mollicomus
- Barypithes montanus
- Barypithes nigritarsis
- Barypithes nitidulus
- Barypithes niviphilus
- Barypithes noesskei
- Barypithes obesus
- Barypithes osmanilis
- Barypithes pellucidus
- Barypithes piceus
- Barypithes pilipes
- Barypithes pirazzolii
- Barypithes punctirostris
- Barypithes purkynei
- Barypithes pyrenaeus
- Barypithes rhytidiceps
- Barypithes ruficollis
- Barypithes rufipes
- Barypithes scydmaenoides
- Barypithes setosus
- Barypithes sphaeroides
- Barypithes styriacus
- Barypithes subnitidus
- Barypithes sulcatifrons
- Barypithes sulcifrons
- Barypithes tener
- Barypithes tenex
- Barypithes trichopterus
- Barypithes validus
- Barypithes vallestris
- Barypithes violatus
- Barypithes virguncula